# 人类学终身成就奖
人类学终身成就奖，又称为金琮奖，是由上海人类学学会設立，2010年起每年颁发的奖项，以表彰在人类学领域作出杰出贡献、65岁以上的全球人类学家。

## 历届获奖者
- 2010年：韩康信- 體質人類學家、中國社會科學院考古研究所研究員[1]
- 2011年：周国兴 - 古人類學和人類學科普教育家、北京自然博物館前館長[1]
- 2012年：张国海 - 人類膚紋學家、上海交通大學醫學院副教授[1]
- 2013年：吴新智 - 古人類學家、中國科學院院士、中國科學院古脊椎動物與古人類研究所研究員[1]
- 2014年：杜若甫 - 分子人類學家、民族遺傳學家、中國科學院遺傳與發育生物學研究所研究員[1]
- 2015年：乔健 - 文化人類學家、美國印第安納大學人類學教授、香港中文大學人類學創系主任、國立東華大學族群關係與文化研究所創所所長[1]
- 2016年：刘庆柱、孔迈隆（Myron L. Cohen） - 美國哥倫比亞大學東亞系和人類學系教授、哥倫比亞大學魏德海東亞研究院院長[1]
- 2017年：王士元 - 中國社會科學院學部委員、中國社科院考古研究所所長[3]
- 2018年：席焕久[5]
- 2019年：陈淳[6]